# جزر نجيلا
جزر نجيلا، تُعرف أيضًا باسم جزر فلوريدا، هي مجموعة جزر صغيرة في المقاطعة الوسطى لجزر سليمان، دولة ذات سيادة (منذ 1978) في جنوب غرب المحيط الهادئ.